# Logophorizität
Logophorizität (moderne Wortbildung aus griech. λόγος logos, „Wort“ und φέρειν pherein, „tragen“) bezeichnet in der Sprachwissenschaft das Phänomen, dass der Bezug von Personal- und Reflexivpronomen (und ggf. anderen Wortarten) davon abhängen kann, aus wessen Perspektive ein Sachverhalt geschildert wird. Der Begriff bezieht sich vor allem darauf, dass das perspektivische Zentrum in einem Satz oder Text verschoben werden kann, so dass nicht mehr die Perspektive des Sprechers ausschlaggebend ist. Der Bezug eines logophorischen Pronomens ist dann die Person, auf deren Perspektive der Kontext „zentriert“ ist – d. h. die Person, deren Äußerungen, Gedanken oder Wahrnehmungen berichtet werden. 
Wenn eine Sprache logophorische Pronomen besitzt, kann sie also einen Kontrast ausdrücken, ob sich ein Pronomen der dritten Person in der indirekten Rede auf den Urheber der wiedergegebenen Äußerung oder auf eine andere Person bezieht. Anstelle von eigenständigen logophorischen Pronomen gibt es in einigen Sprachen auch logophorische Verwendungen von Reflexivpronomina, die nicht den üblichen grammatischen Regeln für Reflexiva folgen, da sie kein Bezugswort innerhalb desselben Satzes haben.

## Logophorische Personalpronomen

### Indirekte Rede
Eigenständige logophorische Pronomen, die im Kontrast zu normalen Personalpronomen stehen, gibt es zum Beispiel in einer Reihe afrikanischer Sprachen. Im Donno So, einer Sprache aus der Dogon-Familie, findet sich folgender Kontrast:
- Logophorisches Pronomen (LOG) in indirekter Rede:

```
Oumar Anta 
inyemɛn
 waa     be  gi

Omar  Anta LOG-acc gesehen hat sagte
„Omar sagte, dass Anta 
ihn
 (=Omar) gesehen hat.“
```

- Normales Personalpronomen in indirekter Rede:

```
Oumar Anta 
won
         waa     be  gi

Omar  Anta PRON3sg-acc gesehen hat sagte
„Omar sagte, dass Anta 
ihn
 (=jemand ganz anderen) gesehen hat“
```

### Abgrenzung zur Kategorie Obviativ
Das obige Kontrastbeispiel ähnelt den Beispielen, die in einigen Sprachen die Kategorie des Obviativs charakterisieren. Beim Obviativ geht es jedoch nur um die Frage, ob ein Pronomen der dritten Person referenzgleich mit einem vorhergehenden Pronomen ist oder nicht. Bei logophorischen Pronomen geht es dagegen um den inhaltlichen Faktor, auf wessen Sicht der gesamte Text ausgerichtet ist. Logophorische Pronomen unterscheiden sich von einem Obviativ-System dadurch, dass sie typischerweise mit dem Phänomen der indirekten Rede verknüpft sind; ferner spielt bei ihnen die Existenz eines weiteren Pronomens der dritten Person oder die Distanz zum Bezugswort keine Rolle.

## Reflexivpronomen als logophorische Pronomen
Ein Beispiel für eine Sprache mit logophorischem Gebrauch von Reflexivpronomina ist das Isländische. Das Reflexivpronomen sig im dritten Satz des folgenden Textes steht völlig frei; im Deutschen wäre es mit einem Personalpronomen zu übersetzen, im Isländischen aber hat das Pronomen die reflexive Form, weil es sich auf die Person zurückbezieht, deren Perspektive ab dem zweiten Satz des Textes wiedergegeben wird – ab hier erscheint auch der Konjunktiv, der indirekte Rede kennzeichnet (es werden allerdings die Gedanken der genannten Person wiedergegeben):
- Kontext:

```
Formaðurinn
     varð  óskaplega reiður.  Tillagan      væri svívirðileg.

Der Vorsitzende wurde furchtbar wütend.  Der Vorschlag wäre unerhört.
```

- Fortsetzung (logophorisch): Das Reflexiv sér bezieht sich auf formaðurinn / der Vorsitzende.

```
Væri henni beint   gegn   
sér
         persónulega? 

Wäre ihr   gezielt gegen  
sich
(dat.)  persönlich?
```

Dasselbe Phänomen findet sich bei Reflexiva, die in einem Nebensatz stehen und im Gegensatz zu normalen Reflexiva ein Bezugswort weit außerhalb des Nebensatzes haben:
```
Haraldur
 segir að   Jón  komi  ekki  nema  Maria kyssi 
sig
.

Harald   sagt  dass Hans komme nicht außer Maria küsse „sich“
'Harald sagt, dass Hans nicht kommt, es sei denn Maria küsst 
ihn
(=Harald).'
```

Das Pronomen sig als Objekt von „küssen“ kann sinnvollerweise kein normales Reflexivum mit Bezug auf Maria sein. Ein Bezugswort außerhalb desselben Nebensatzes kann ein Reflexivum aber nur bei logophorischem Gebrauch haben. Dann kommt als Bezugswort nur Harald in Frage, da er das Subjekt des Verbs sagen ist; dieses Verb bewirkt hier eine Verschiebung der Perspektive. Ein Bezug auf Jón / Hans ist grammatisch nicht möglich, obwohl Jón dem Reflexivum näher steht; er bildet aber kein „logophorisches Zentrum“, d. h. kein Subjekt einer Äußerung oder Wahrnehmung.

## Räumliche Perspektive
Ein verwandtes Phänomen, das es auch im Deutschen gibt, ist die Verschiebung der räumlichen Perspektive bei Berichten über Wahrnehmungen anderer Personen. Hier tritt auch im Deutschen (das keine logophorischen Reflexiva im eigentlichen Sinne kennt) der Effekt auf, dass die verschobene Perspektive durch ein Reflexiv gekennzeichnet wird:
```
a. 
Man sieht eine Frau, die auf ein Bild 
hinter ihr
 schaut.

(mögliche Deutung: Das Bild ist vom Sprecher des Satzes aus gesehen weiter im Hintergrund)

b. 
Man sieht eine Frau, die auf ein Bild 
hinter sich
 schaut.

(Deutung: Das Bild ist von der Frau aus gesehen in ihrem Rücken)
```